# Материнство (картина Виспянського)
Материнство — картина польського поета, драматурга та живописця Станіслава Виспянського.

## Історія створення
Картина «Материнство» була створена Станіславом Виспянським у 1905 році в непростий період його життя, коли здоров'я миця швидко погіршувалось. У цей час він уже виявився від важкої форми сифілісу, через що його фізичний стан сильно занепав, але це не призупинило його художню діяльність. «Материнство» стало своїм рідним відображенням внутрішніх переживань і спробою захопити момент щирої близькості та ніжності. Образ матері та дитини на картині має особистий характер, оскільки зображує дружину Виспянського Теофілію та їхню маленьку доньку.
Автор був глибоко прив'язаний до своєї сім'ї, а твори того періоду сповнені глибокої ніжності та любові, що стало для нього способом вираження турбот та захоплення сімейними цінностями в останні роки життя. Ця робота вирізняється власною пастельною технікою та кольоровою гамою, яка підкреслює м'якість і тепло сцени, створюючи атмосферу внутрішнього спокою та гармонії. Історики мистецтва відзначають, що «Материнство» стало одним із найемоційніших полотен Виспянського, передаючи його бачення ідеального сімейного життя. Виспянський неодноразово повертався до теми материнства та дитинства у своїй творчості, що підкреслює його бажання залишити свій внесок у польське мистецтво, акцентуючи увагу на простих, але глибоко значущих моментах людських взаємин.

## Опис
Як вже зазначалось на картині зображена сцена з його власною дружиною Теофілією та їхньою маленькою донькою. Виконана в пастельній техніці, на картоні в прямокутному форматі, висотою 58,8 сантиметрів і шириною 91 сантиметр, робота передає ніжність і любов, де мати зображена в момент обіймів з дитиною. Яскравий колорит і гнучкі лінії підкреслюють атмосферу тепла і близькості. Картину «Материнство» Виспянський створив, повторивши свою на три роки молодшу роботу, яку намалював, коли синові художника був всього лише рік.

## Картина в наш час
«Материнство» є частиною постійної експозиції Національного музею у місті Краків, що дозволяє широкій аудиторії ознайомитися з одним із вихідних робіт митця. Картина була виставлена в межах численних тематичних виставок, присвячених польському модернізму та ролі Виспянського в розвитку польського мистецтва початку ХХ століття. Завдяки цьому «Материнство» продовжує привертати увагу відвідувачів, слугуючи джерелом натхнення для мистецтвознавства.

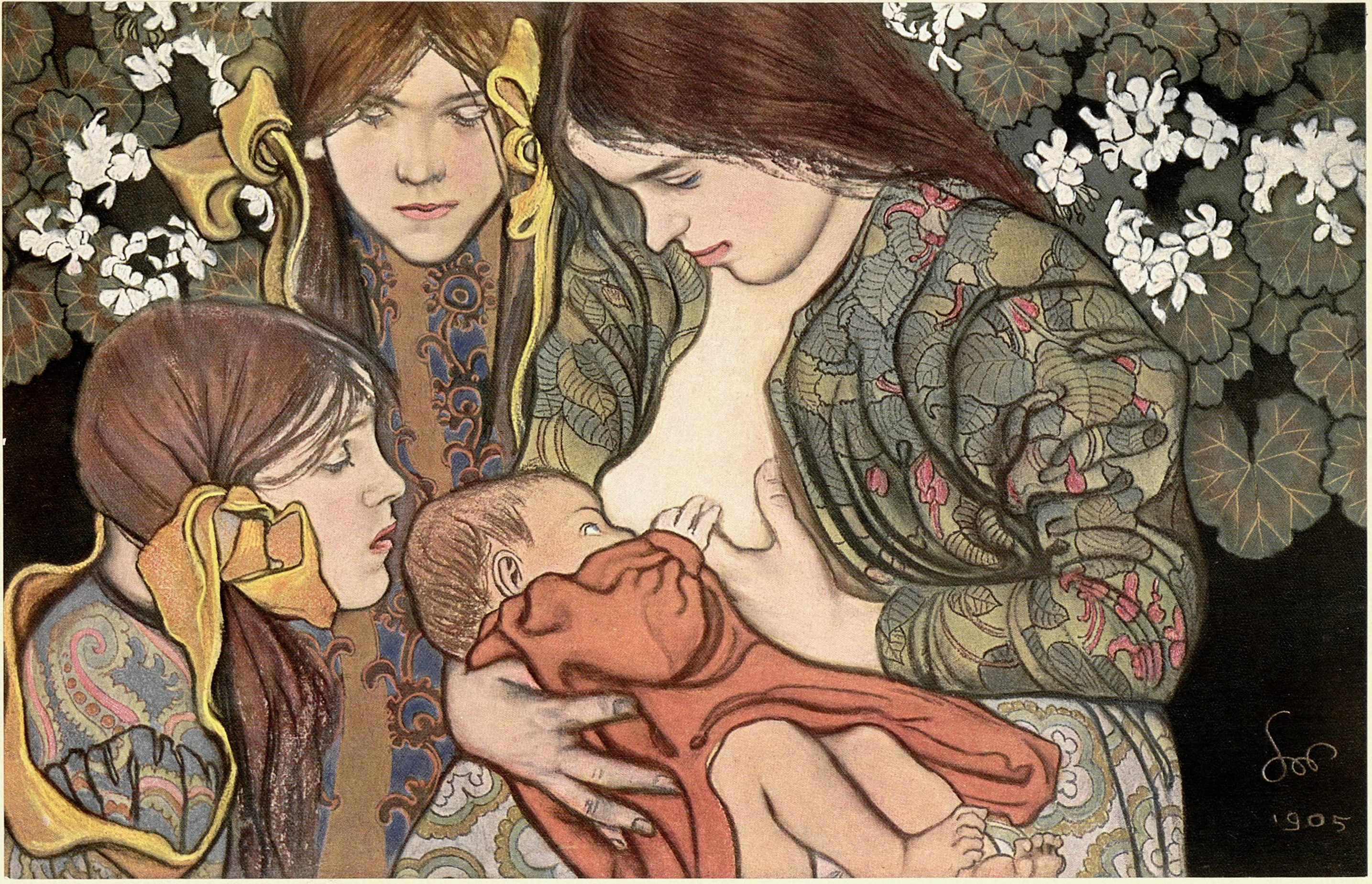
Материнство 1905 р. Картина в менш насиченому кольорі. Автор Станіслав Виспянський.

Музейні працівники забезпечують належні умови роботи, враховуючи її крихкість за допомогою пастельної техніки. Підтримуються оптимальні показники температури та вологості, щоб уникнути пошкоджень і зберегти кольорову насиченість.